# Логарифмическая линейка
Логарифми́ческая лине́йка, счётная линейка — аналоговое вычислительное устройство, позволяющее выполнять несколько математических операций, в том числе умножение и деление чисел, возведение в степень (чаще всего в квадрат и куб), вычисление квадратных и кубических корней, вычисление логарифмов, потенцирование, вычисление тригонометрических и гиперболических функций и некоторые другие операции. Если разбить вычисление на три действия, то с помощью логарифмической линейки можно возводить числа в любую действительную степень и извлекать корень любой действительной степени.
До появления карманных калькуляторов этот инструмент служил незаменимым расчётным орудием инженера. Точность расчётов — около 3 значащих цифр.

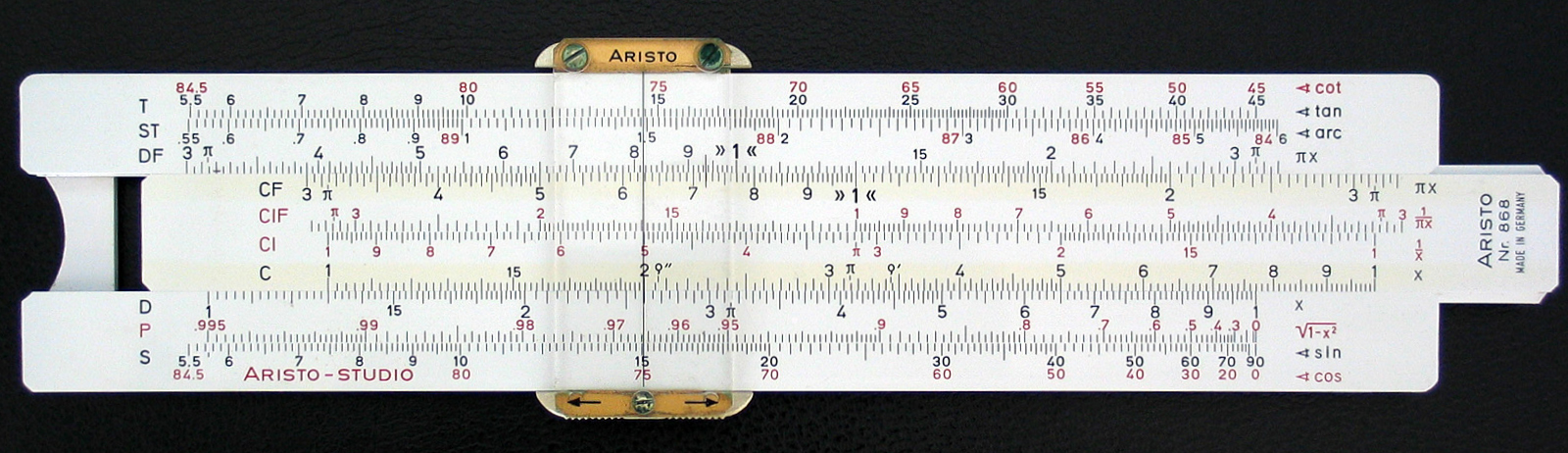
Логарифмическая линейка. Умножение 1,3 × 2 или деление 2,6 / 2 (см. шкалы C и D)

Линейки, выпускавшиеся в СССР, в отличие от линейки на фото, почти всегда имели дополнительную сантиметровую шкалу у скошенного края, как и у обычной линейки. Стандартная линейка имела длину 30 см, что было удобно для геометрических работ с форматом А4. При этом логарифмические шкалы имели длину 25 см, на концах обычно наносились их обозначения. Реже встречались линейки малого размера со шкалами длиной 12,5 см и большого размера — со шкалами длиной 50 см.

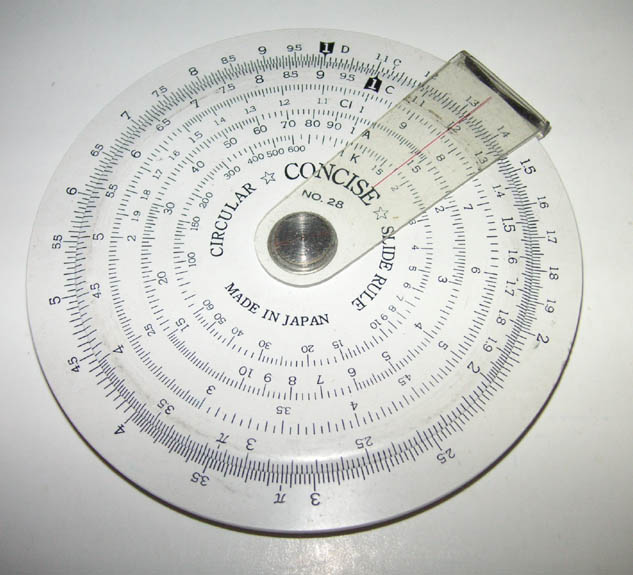
Круговая логарифмическая линейка (логарифмический круг)

Выпускались также круговые логарифмические линейки (логарифмические круги), преимущество которых заключалось в их компактности. В начале XX века для вычислений с повышенной (в 10—100 раз) точностью пользовались настольными счётными вальцами — механическим устройством, в котором логарифмические шкалы нанесены на образующие цилиндров, один из которых может соосно перемещаться вдоль другого и вращаться вокруг него.

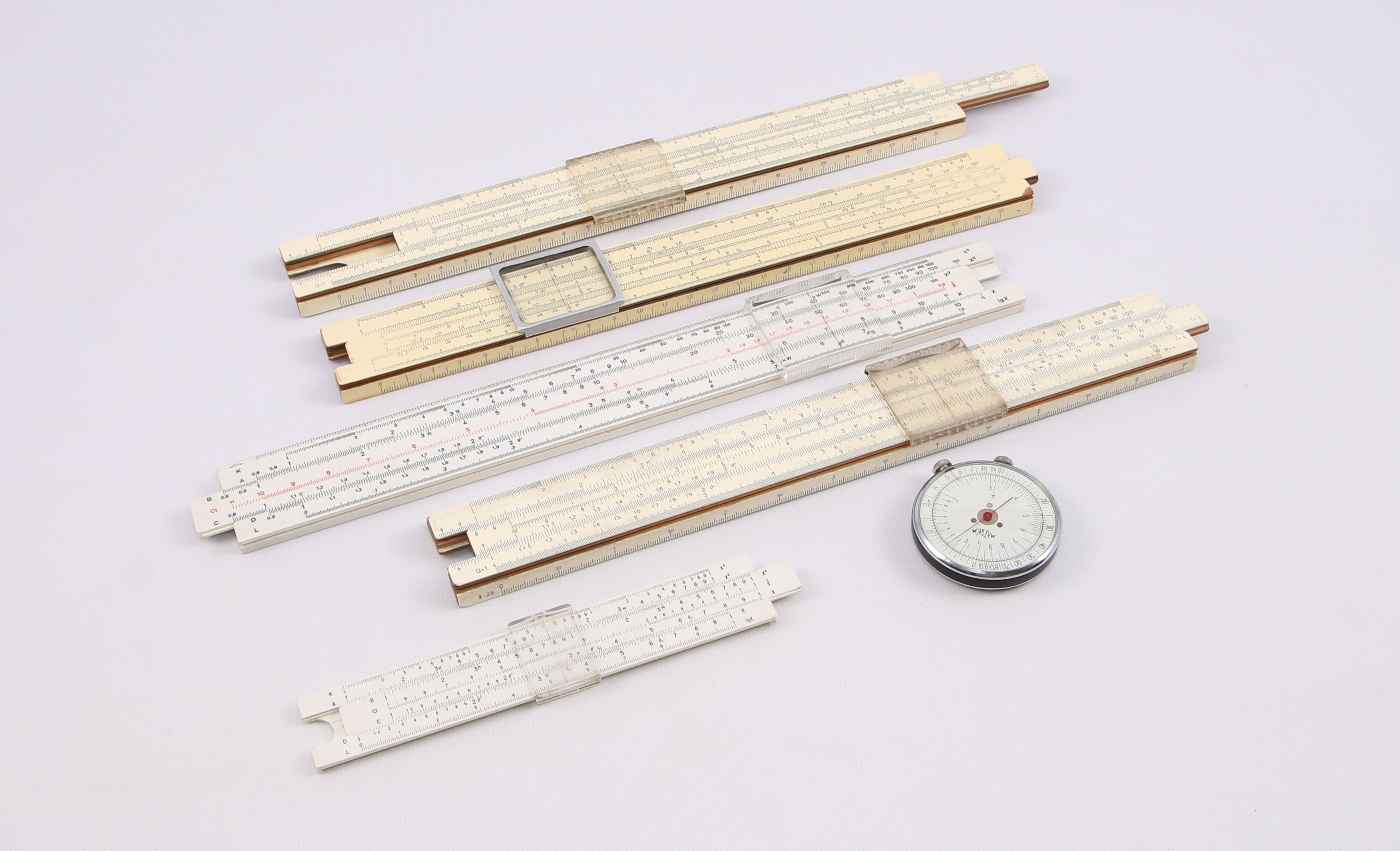
Советские логарифмические линейки разных годов. Круглая логарифмическая линейка КЛ-1 1969 года выпуска.

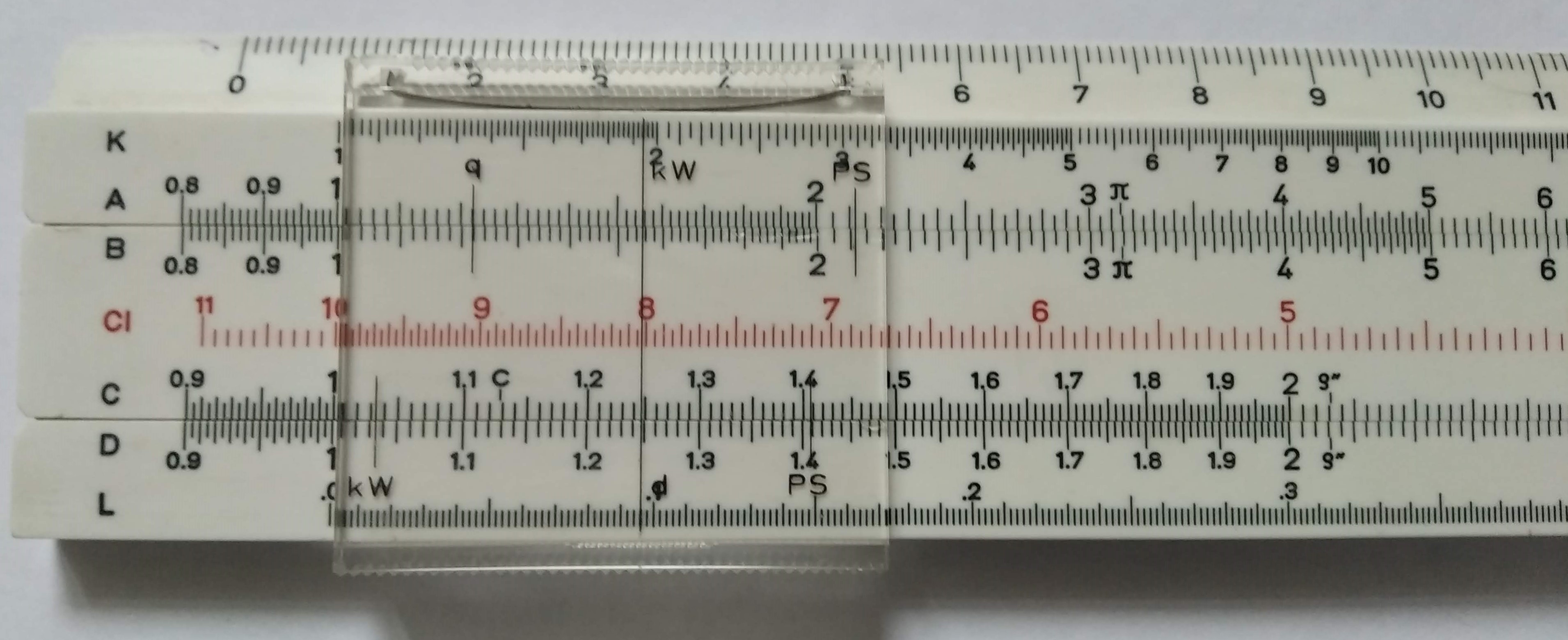
Пример логарифмической линейки с пятью шкалами

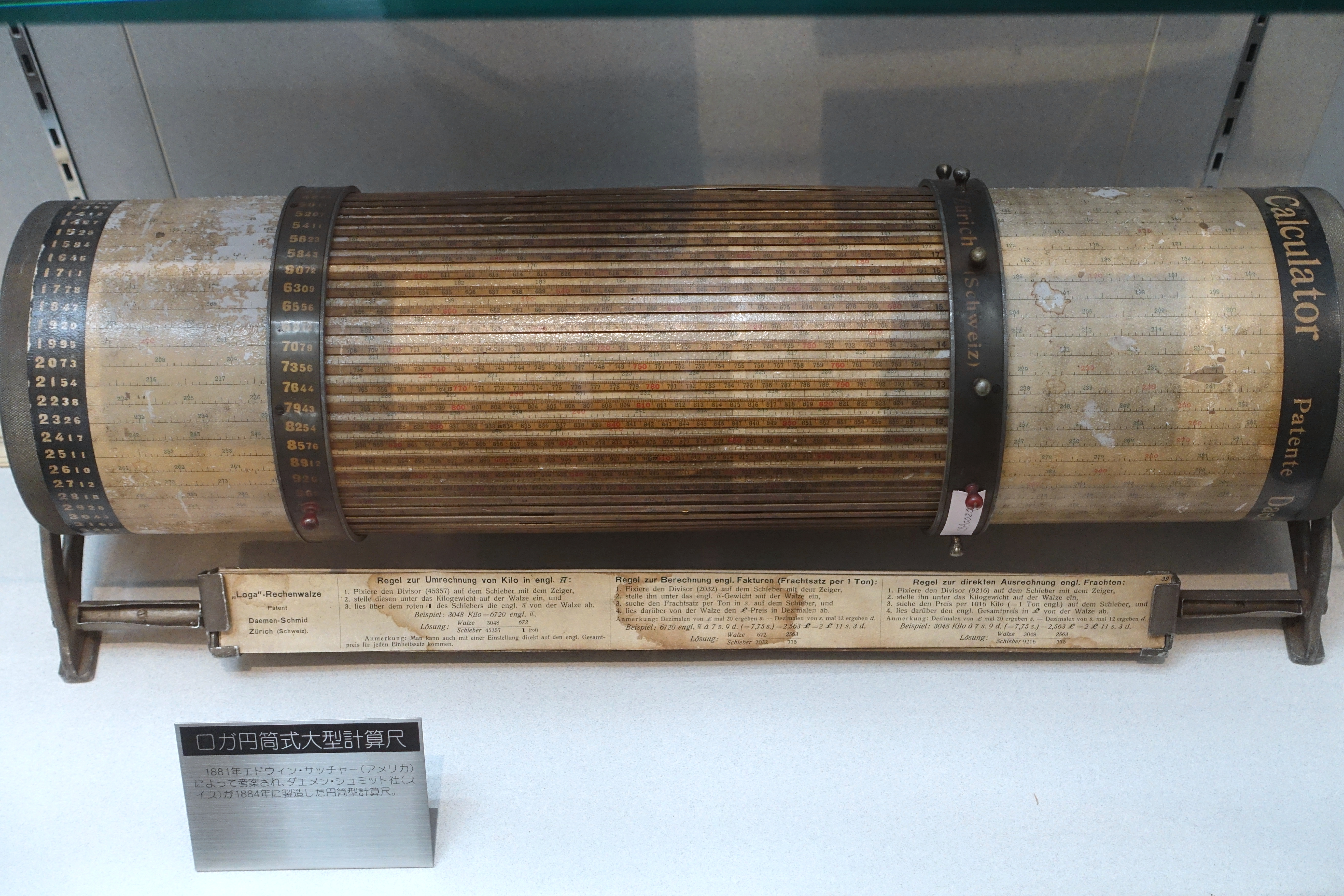
Счётные вальцы

## История
Идею, близкую к конструкции логарифмической линейки, высказал в начале XVII века английский астроном Эдмунд Гантер; он предложил нанести на линейку логарифмическую шкалу и с помощью двух циркулей выполнять операции с логарифмами (сложение и вычитание). В 1620-е годы английский математик Эдмунд Уингейт усовершенствовал «шкалу Гантера», введя две дополнительные шкалы. Одновременно (1622 год) свой вариант линейки, мало чем отличающийся от современного, опубликовал в трактате «Круги пропорций» Уильям Отред, который и считается автором первой логарифмической линейки. Сначала линейка Отреда была круговой, но в 1633 году было опубликовано, со ссылкой на Отреда, и описание прямоугольной линейки. Приоритет Отреда долгое время оспаривал Ричард Деламейн, который, вероятно, независимо реализовал ту же идею.
Дальнейшие усовершенствования сводились к появлению второй подвижной линейки-«движка» (Роберт Биссакер, 1654 и Сет Патридж, 1657), разметке обеих сторон линейки (тоже Биссакер), добавление двух «шкал Уингейта», отметке на шкалах часто используемых чисел (Томас Эверард, 1683). Бегунок появился в середине XIX века (А. Мангейм).

## Устройство и принципы использования
Принцип действия логарифмической линейки основан на том, что умножение и деление чисел заменяется соответственно сложением и вычитанием их логарифмов.
Простейшая логарифмическая линейка состоит из двух шкал в логарифмическом масштабе, способных передвигаться относительно друг друга, являя собой образец транспарантной номограммы. Более сложные линейки содержат дополнительные шкалы на корпусе и движке и прозрачный бегунок (иногда он называется также ползунко́м или визи́ром) — прозрачную рамку (из стекла, плексигласа и т. п.), на которой нанесены одна или несколько рисок (визи́рных линий), позволяющих фиксировать на шкалах числа; бегунок может свободно двигаться вдоль корпуса, визирные линии нанесены перпендикулярно шкалам. На обратной стороне корпуса линейки могут находиться какие-либо справочные таблицы. Движок обычно размечается шкалами с обеих сторон, результаты с его обратной стороны (где часто размещаются шка́лы тригонометрических функций) могут считываться в специальных вырезах на обратной стороне корпуса линейки, пользователь может также извлечь движок из корпуса и вставить его обратной стороной вперёд.

Пример умножения 2×3 или деления 6/3. Для умножения на нижней (неподвижной) шкале находим число 2, совмещаем с ним 1 на верхней шкале (движке), находим на движке число 3 и напротив него считываем на нижней шкале результат умножения, 6. Для деления находим 6 на неподвижной шкале, выставляем напротив число 3 на движке, напротив единицы на движке считываем на нижней шкале результат деления, число 2

Для того чтобы вычислить произведение двух чисел, начало или конец подвижной шкалы совмещают с первым множителем на неподвижной шкале, а на подвижной шкале находят второй множитель. Напротив него на неподвижной шкале находится результат умножения этих чисел:
{\displaystyle \log(x)+\log(y)=\log(x\cdot y)}
Чтобы разделить числа, на подвижной шкале находят делитель и совмещают его с делимым на неподвижной шкале. Начало (или конец) подвижной шкалы указывает на результат:
{\displaystyle \log(x)-\log(y)=\log \left({\frac {x}{y}}\right)}
С помощью логарифмической линейки находят лишь мантиссу числа, его порядок вычисляют в уме. Точность вычисления зависит от длины шкалы и для нормальных линеек (25 см) составляет 3—4 значащих цифры. Для выполнения других операций используют бегунок и дополнительные шкалы.
Несмотря на то, что у логарифмической линейки отсутствуют функции сложения и вычитания, с её помощью можно осуществлять и эти операции, воспользовавшись следующими формулами:
{\displaystyle x+y=y\left({\frac {x}{y}}+1\right);}
{\displaystyle x-y=y\left({\frac {x}{y}}-1\right).}
Несмотря на простоту, на логарифмической линейке можно выполнять достаточно сложные расчёты. Раньше выпускались довольно объёмные пособия по их использованию.

## Логарифмическая линейка в XXI веке

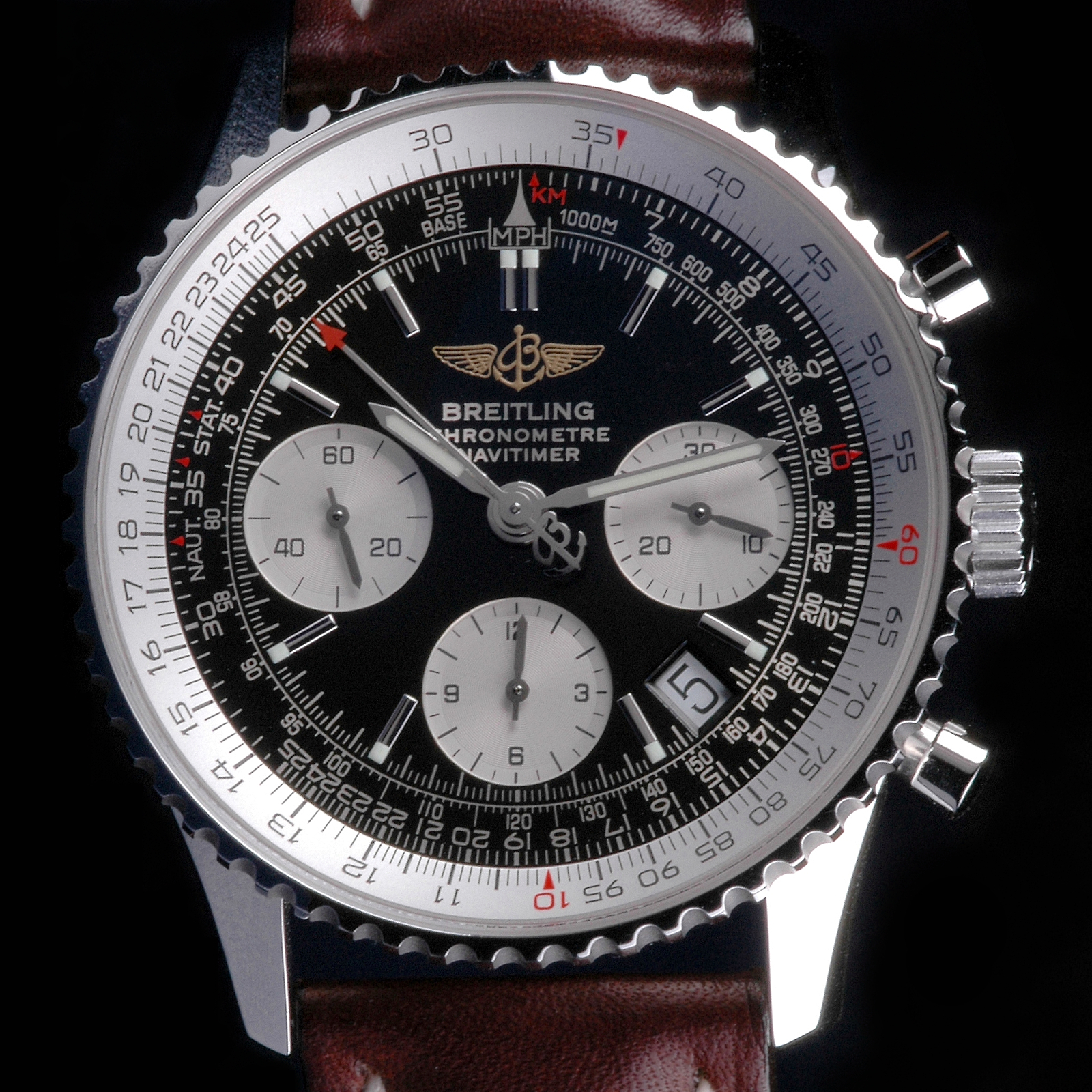
Часы Breitling Navitimer.

Логарифмические линейки широко использовались для выполнения инженерных расчётов примерно до начала 1980-х годов, когда они были вытеснены калькуляторами.
Однако в начале XXI века логарифмические линейки получили второе рождение в наручных часах: следуя моде, производители некоторых марок (среди которых Breitling, Citizen, Orient) выпустили модели со встроенной логарифмической линейкой, выполненной в виде вращающихся колец со шкалами вокруг циферблата. Производители обычно называют такие устройства «навигационная линейка». Их достоинство — можно сразу, в отличие от микрокалькулятора, получить информацию, соответствующую табличной форме представления (например, таблицу расхода топлива на пройденное расстояние, перевода миль в километры, подсчёт пульса, определение скорости поезда и тому подобное). Однако в большинстве случаев логарифмические линейки, встроенные в часы, не оснащены шкалами для вычисления значений тригонометрических функций.